# International Booker Prize
International Booker Prize (tidigare Man Booker International Prize) är ett brittiskt litteraturpris instiftat 2004 som ett komplement till Bookerpriset. Det utdelas vartannat år sedan 2005 till författare vars böcker finns utgivna på engelska, oavsett nationalitet. Från 2016 utdelas priset årligen för ett enskilt verk som är översatt till engelska. Prissumman är på 60 000 pund och delas mellan författaren och översättaren.

## Pristagare

### 2005–2015
| År   | Namn                 | Originalspråk |
| ---- | -------------------- | ------------- |
| 2005 | Ismail Kadare        | Albanska      |
| 2007 | Chinua Achebe        | Engelska      |
| 2009 | Alice Munro          | Engelska      |
| 2011 | Philip Roth          | Engelska      |
| 2013 | Lydia Davis          | Engelska      |
| 2015 | László Krasznahorkai | Ungerska      |

### 2016–
| År   | Författare              | Översättare       | Verk                        | Originalspråk |
| ---- | ----------------------- | ----------------- | --------------------------- | ------------- |
| 2016 | Han Kang                | Deborah Smith     | The Vegetarian              | Koreanska     |
| 2017 | David Grossman          | Jessica Cohen     | A Horse Walks Into a Bar    | Hebreiska     |
| 2018 | Olga Tokarczuk          | Jennifer Croft    | Flights                     | Polska        |
| 2019 | Jokha Alharthi          | Marilyn Booth     | Celestial Bodies            | Arabiska      |
| 2020 | Marieke Lucas Rijneveld | Michele Hutchison | The Discomfort of Evening   | Nederländska  |
| 2021 | David Diop              | Anna Moschovakis  | At Night All Blood Is Black | Franska       |
| 2022 | Geetanjali Shree        | Daisy Rockwell    | Tomb of Sand                | Hindi         |
| 2023 | Georgi Gospodinov       | Angela Rodel      | Time Shelter                | Bulgariska    |
| 2024 | Jenny Erpenbeck         | Michael Hofmann   | Kairos                      | Tyska         |
| 2025 | Banu Mushtaq            | Deepa Bhasthi     | Heart Lamp                  | Kannada       |

## Nominerade
2005
| - Margaret Atwood Kanada - Günter Grass Tyskland - Milan Kundera Tjeckien - Stanisław Lem Polen - Doris Lessing Storbritannien - Naguib Mahfouz Egypten - Gabriel García Márquez Colombia - Tomás Eloy Martínez Argentina | - Ian McEwan Storbritannien - Kenzaburo Oe Japan - Cynthia Ozick USA - Muriel Spark Storbritannien - Antonio Tabucchi Italien - John Updike USA - A.B. Yehoshua Israel |

2007
| - Margaret Atwood Kanada - John Banville Irland - Peter Carey Australien - Don DeLillo USA - Carlos Fuentes Mexiko - Doris Lessing Storbritannien - Ian McEwan Storbritannien | - Harry Mulisch Nederländerna - Alice Munro Kanada - Michael Ondaatje Kanada - Amos Oz Israel - Philip Roth USA - Salman Rushdie Storbritannien - Michel Tournier Frankrike |

2009
| - Peter Carey Australien - Evan S. Connell USA - Mahasweta Devi Bangladesh - E.L. Doctorow USA - James Kelman Skottland - Arnošt Lustig Tjeckien - V.S. Naipaul Trinidad och Tobago | - Joyce Carol Oates USA - Antonio Tabucchi Italien - Ngũgĩ wa Thiong'o Kenya - Dubravka Ugrešić Kroatien - Ljudmila Ulitskaja Ryssland - Mario Vargas Llosa Peru |

2011
| - Wang Anyi Kina - Juan Goytisolo Spanien - James Kelman Skottland - John Le Carré Storbritannien - Amin Maalouf Libanon - David Malouf Australien | - Dacia Maraini Italien - Rohinton Mistry Kanada - Philip Pullman Storbritannien - Marilynne Robinson USA - Su Tong Kina - Anne Tyler USA |

2013
| - U.R. Ananthamurthy Indien - Ahron Applefeld Israel - Intizar Husain Pakistan - Yan Lianke Kina - Marie Ndiaye Frankrike | - Josip Novakovich Kanada - Marilynne Robinson USA - Vladimir Sorokin Ryssland - Peter Stamm Schweiz |

2015
| - César Aira Argentina - Hoda Barakat Libanon - Maryse Condé Guadeloupe - Mia Couto Moçambique - Amitav Ghosh Indien | - Fanny Howe USA - Ibrahim al-Koni Libanon - László Krasznahorkai Ungern - Alain Mabanckou Kongo-Brazzaville - Marlene van Niekerk Sydafrika |

2016
| - A General Theory of Oblivion av José Eduardo Agualusa Angola - The Story of the Lost Child av Elena Ferrante Italien - The Vegetarian av Han Kang Sydkorea - Mend the Living av Maylis de Kerangal Frankrike - Man Tiger av Eka Kurniawan Indonesien - The Four Books av Yan Lianke Kina | - Tram 83 av Fiston Mwanza Mujila Kongo-Kinshasa - A Cup of Rage av Raduan Nassar Brasilien - Ladivine av Marie Ndiaye Frankrike - Death by Water av Kenzaburo Oe Japan - White Hunger av Aki Ollikainen Finland - A Strangeness in My Mind av Orhan Pamuk Turkiet - A Whole Life av Robert Seethaler Österrike |

2017
| - Compass av Mathias Énard Frankrike - A Horse Walks Into a Bar av David Grossman Israel - The Unseen av Roy Jacobsen Norge - Mirror, Shoulder, Signal av Dorthe Nors Danmark - Judas av Amos Oz Israel - Fever Dream av Samanta Schweblin Argentina | - Swallowing Mercury av Wioletta Grzegorzewska Polen - War and Turpentine av Stefan Hertmans Belgien - The Traitor's Niche av Ismail Kadare Albanien - Fish Have No Feet av Jón Kalman Stefánsson Island - The Explosion Chronicles av Yan Lianke Kina - Black Moses av Alain Mabanckou Frankrike - Bricks and Mortar av Clemens Meyer Tyskland |

2018
| - Vernon Subutex 1 av Virginie Despentes Frankrike - The White Book av Han Kang Sydkorea - The World Goes On av László Krasznahorkai Ungern - Like a Fading Shadow av Antonio Muñoz Molina Spanien - Frankenstein in Baghdad av Ahmed Saadawi Irak - Flights av Olga Tokarczuk Polen | - The 7th Function of Language av Laurent Binet Frankrike - The Impostor av Javier Cercas Spanien - Go, Went, Gone av Jenny Erpenbeck Tyskland - Die, My Love av Ariana Harwicz Argentina - The Flying Mountain av Christoph Ransmayr Österrike - The Stolen Bicycle av Wu Ming-Yi Taiwan - The Dinner Guest av Gabriela Ybarra Spanien |

2019
| - Celestial Bodies av Jokha Alharthi Oman - The Years av Annie Ernaux Frankrike - The Pine Islands av Marion Poschmann Tyskland - Drive Your Plow Over the Bones of the Dead av Olga Tokarczuk Polen - The Shape of the Ruins av Juan Gabriel Vásquez Colombia - The Remainder av Alia Trabucco Zeran Chile | - Love in the New Millennium av Can Xue Kina - At Dusk av Hwang Sok-yong Sydkorea - Jokes for the Gunmen av Mazen Maarouf Palestina/ Island - Four Soldiers av Hubert Mingarelli Frankrike - Mouthful of Birds av Samanta Schweblin Argentina - The Faculty of Dreams av Sara Stridsberg Sverige - The Death of Murat Idrissi av Tommy Wieringa Nederländerna |

2020
| - The Enlightenment of The Greengage Tree av Shokoofeh Azar Iran - The Adventures of China Iron av Gabriela Cabezón Cámara Argentina - Tyll av Daniel Kehlmann Tyskland - Hurricane Season av Fernanda Melchor Mexiko - The Memory Police av Yoko Ogawa Japan - The Discomfort of Evening av Marieke Lucas Rijneveld Nederländerna | - Red Dog av Willem Anker Sydafrika - The Other Name: Septology I – II av Jon Fosse Norge - The Eighth Life av Nino Haratischvili Georgien - Serotonin av Michel Houellebecq Frankrike - Faces on the Tip of My Tongue av Emmanuelle Pagano Frankrike - Little Eyes av Samanta Schweblin Argentina - Mac and His Problem av Enrique Vila-Matas Spanien |

2021
| - I Live in the Slums av Can Xue Kina - At Night All Blood is Black av David Diop Frankrike - The Pear Field av Nana Ekvtimishvili Georgien - The Dangers of Smoking av Mariana Enríquez Argentina - When We Cease to Understand the World av Benjamín Labatut Chile - The Perfect Nine: The Epic Gikuyu and Mumbi av Ngũgĩ wa Thiong'o Kenya | - The Employees av Olga Ravn Danmark - Summer Brother av Jaap Robben Nederländerna - An Inventory of Losses av Judith Schalansky Tyskland - Minor Detail av Adania Shibli Palestina - In Memory of Memory av Maria Stepanova Ryssland - Wretchedness av Andrzej Tichý Sverige - The War of the Poor av Éric Vuillard Frankrike |

2022
| - Cursed Bunny av Bora Chung Sydkorea - Tomb of Sand av Geetanjali Shree Indien - A New Name: Septology VI-VII av Jon Fosse Norge - Heaven av Mieko Kawakami Mall:JAP - Elena Knows av Claudia Piñeiro Argentina - The Books of Jacob av Olga Tokarczuk Polen | - After the Sun av Jonas Eika Danmark - More Than I Love My Life av David Grossman Israel - The Book of Mother av Violaine Huisman Frankrike - Paradais av Fernanda Melchor Mexiko - Love in the Big City av Sang Young Park Sydkorea - Happy Stories, Mostly av Norman Erikson Pasaribu Indonesien - Phenotypes av Paulo Scott Brasilien |

2023
| - Ninth Building av Zou Jingzhi Kina - A System So Magnificent It Is Blinding av Amanda Svensson Sverige - Still Born av Guadalupe Nettel Mexiko - Pyre av Perumal Murugan Indien - While We Were Dreaming av Clemens Meyer Tyskland - The Birthday Party av Laurent Mauvignier Frankrike | - Jimi Hendrix Live in Lviv av Andrey Kurkov Ukraina - Is Mother Dead av Vigdis Hjorth Norge - Standing Heavy av GauZ' Elfenbenskusten - Time Shelter av Georgi Gospodinov Bulgarien - The Gospel According to the New World av Maryse Condé Frankrike - Whale av Cheon Myeong-kwan Sydkorea - Boulder av Eva Baltasar Spanien |

2024
| - Not a River av Selva Almada Argentina - Simpatía av Rodrigo Blanco Calderon Venezuela - Kairos av Jenny Erpenbeck Tyskland - The Details av Ia Genberg Sverige - White Nights av Urszula Honek Polen - Mater 2-10 av Hwang Sok-yong Sydkorea | - A Dictator Calls av Ismail Kadare Albanien - The Silver Bone av Andrey Kurkov Ukraina - What I’d Rather Not Think About av Jente Posthuma Nederländerna - Lost on Me av Veronica Raimo Italien - The House on Via Gemito av Domenico Starnone Italien - Crooked Plow av Itamar Vieira Junior Brasilien - Undiscovered av Eva Baltasar Peru |

2025
| - The Book of Disappearance av Ibtisam Azem Palestina - On the Calculation of Volume I av Solvej Balle Danmark - There’s a Monster Behind the Door av Gaëlle Bélem Frankrike - Solenoid av Mircea Cărtărescu Rumänien - Reservoir Bitches av Dahlia de la Cerda Mexiko - Small Boat av Vincent Delecroix Frankrike | - Hunchback av Saou Ichikawa Japan - Under the Eye of the Big Bird av Hiromi Kawakami Japan - Eurotrash av Christian Kracht Schweiz - Perfection av Vincenzo Latronico Italien - Heart Lamp av Banu Mushtaq Indien - On a Woman’s Madness av Astrid Roemer Surinam - A Leopard-Skin Hat av Anne Serre Frankrike |

## Kontrovers
När Philip Roth tilldelades priset 2011 uppstod en kontrovers då en av de tre jurymedlemmarna, Carmen Callil, hoppade av i protest. Callil sade om Roth: "Jag värdesätter honom inte alls som författare. Jag gjorde klart att jag inte skulle ha satt honom på kvalificeringslistan, så jag häpnade när han blev kvar där." Callil gjorde en jämförelse med "Kejsarens nya kläder" och sade: "kommer någon att läsa honom om tjugo år?"